# Irapuato
Irapuato é um município do estado de Guanajuato, no México. Localizada no centro geográfico do território e tem uma área de 786,4 km ², equivalente a 2,6% do estado de superfície. É a quarta e mais populosa, e mais importante da chamada região Bajío mexicano, depois de León de los Aldama, Morelia e Queretaro. Economicamente, o seu dinamismo é maior do que a capital do estado, mas menor do que em outras cidades. A sua localização central e boa comunicação tornaram-se nos últimos anos, o principal centro do estado e um dos centros de logística e transportes sul-oeste de Guanajuato.
Irapuato junto com Salamanca compreende a área central metropolitana de Guanajuato, mas ainda não é chamado como uma área metropolitana. Os planos são para estabelecer essa área como uma área metropolitana então exercer uma grande influência na cidade de Salamanca. Além disso, forma, juntamente com os municípios de Celaya, Salamanca, Silao, León, a aglomeração de municípios no corredor industrial da área de Bajio.
É a região administrativo da Região Sudoeste VI Guanajuato, e também a sede da Região Militar XII e da Diocese de Irapuato.
A cidade é conhecido internacionalmente pela grande variedade de indústrias onde a produção hortaliças de plantas e frutas, como morango, que é um produto de qualidade de exportação e amplamente distribuídos por todo o mundo, onde ela adquire sua boa reputação.

## Localização

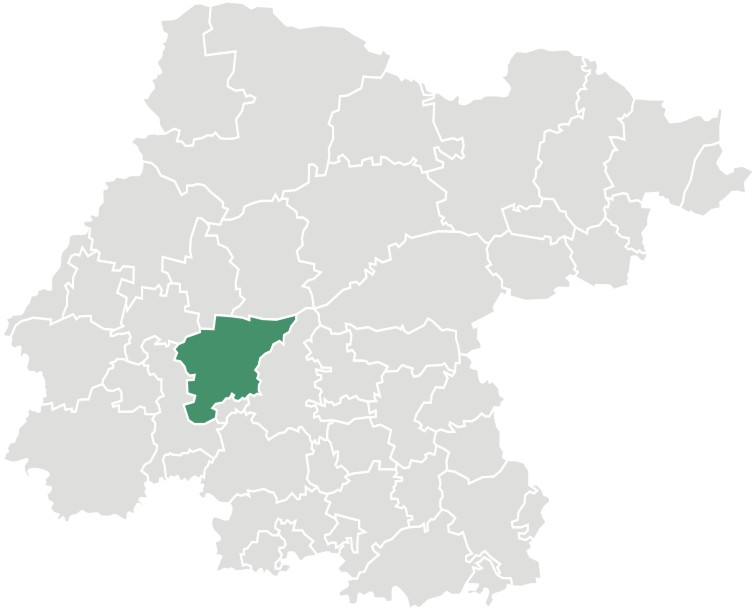
Localização de Irapuato no estado de Guanajuato.

A cidade de Irapuato (sede do município) encontra-se em 101° 20'48 de longitude oeste do Meridiano de Greenwich e 20° 40'18" de latitude norte. Sua altura média acima do nível do mar é de 1.730 m.
A extensão do município é de 780,4 quilômetros quadrados, a cidade é de 20 quilômetros quadrados.
É limitado a norte pelos municípios de Guanajuato e Silao, ao sul pelos municípios de Abasolo da cidade e, a leste pelo município de Salamanca, e a oeste até os municípios de Romita e Abasolo.

## Brasão
Irapuato não nasceu com a intenção de que se defina a base de uma cidade ou vila, por isso não receberam os benefícios, nem um traço urbano especificamente, ou um escudo para representá-lo como seus atributos próprios ou aqueles concedidos pela coroa espanhola.
No ano de 1947, quando foram realizadas as festividades em comemoração aos quatro anos de vida tradicional para a cidade agora, é lançado um concurso para a realização de um escudo que podia ser aplicado, e representar a aldeia. O resultado foi que a partir daquele ano é tido como um símbolo disso, o projeto do escudo.

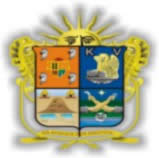
Escudo de armas de Irapuato.

DESCRIÇÃO COMPLETA o escudo de Irapuato foi projetado para representar a iconografia específica de Irapuato entendido como seu desenvolvimento histórico e de formação naquele momento. Seu design barroco expressa o estilo usado na heráldica, no século XVIII.
O escudo é dividido em quatro quadrantes, cada um com a sua cor característica, com o seguinte:
DIREITA SUPERIOR apresenta quatro cascos de metal que significa que os primeiros espanhois chegaram nestas terras em meados do século XVI, e que envolve eles terem sido nomeados capitães. O centro é dominado pela Episcopal escudo Don Vasco de Quiroga quem a tradição atribui a fundação e construção de um hospital local indiano presente cuja única testemunha tão grave, se não o templo real da hospitalidade, se o seu nome que contém a tradição oral. A parte inferior deste bairro é o vermelho (goles) significa coragem, força e vitória.
ESQUERDA SUPERIOR nenhuma base histórica, o leão alado representada neste trimestre, o evangelista São Marcos, patrono do curso agora a cidade. No topo, as iniciais KV, indicando as iniciais do Karolus Quinto (Charles V e último expresso pelo dígito V, em latim, ou algarismos romanos) Rei da Espanha no nascimento Irapuato e concedeu estas terras para o início espanhol. Essa cor é azul campo trimestre (azul) e significa amor, verdade e lealdade.
DEREITA INFERIOR Este trimestre representa em sua essência a característica mais distintiva geográfica da cidade: Bernalejo colina que está ligado por tradição, com o aparecimento e desenvolvimento dos primeiros habitantes nativos americanos no local. Os dois lagos, com tules a média da relação com a água sempre demonstrou Irapuato leitos de rios e córregos e lagos são secas na região. As duas casas pode expressar um dos dois significados de nomes de lugares que são dadas a Irapuato e da palavra é "casas baixas, em vez de aludir a muitas pequenas cabanas que existiria durante o período pré-hispânico. As cores das barracas são estes naturais.
ESQUERDA INFERIOR braços entrelaçados simbolizando dominam neste trimestre, um com a foice, o desenvolvimento agrícola da região, a fundação e a base de Irapuato, ontem e hoje o outro tem o símbolo do deus grego Mercúrio, que simboliza comércio. Em ambos os braços mostra uma cadeia a partir do qual pende uma engrenagem que significa que o desenvolvimento industrial local. Assim, estão representados os três elementos que sustentam a economia local. As bandas e linhas onduladas representam o horizonte local com eqüidistância dos dois oceanos. Além disso, a rosa dos ventos simboliza a importância de que goza como o centro geográfico da República. A cor desta sede é verde (Sinop), que significa amizade, serviço e fé.
SOL, LEMA e CORDA O sol de ouro que bate no seu conjunto, que significa abundância, clareza, riqueza e amizade. Se liga ao passado para lembrar o sol, esculpido, acompanha a escultura da Imaculada Conceição, que encabeça a casca grande que cobre a fachada do templo de hospitalidade, uma alegoria bíblica claramente Mariano iconográfico.
O escudo é emoldurado por uma corda franciscana que lembra o profundo impacto destes missionários deixaram a sua passagem por estas regiões. A alusão com o seu lema latino "Ad augusta per angusta" significa que seria de esperar que Irapuato como uma expressão da intenção de alta: mais alto, mais alto, através do material, estreito rígido, penalidades. Este lema é desenvolvido para proteger o ilustre professor e historiador Don Fulgencio Guanajuato Vargas.

## Historia

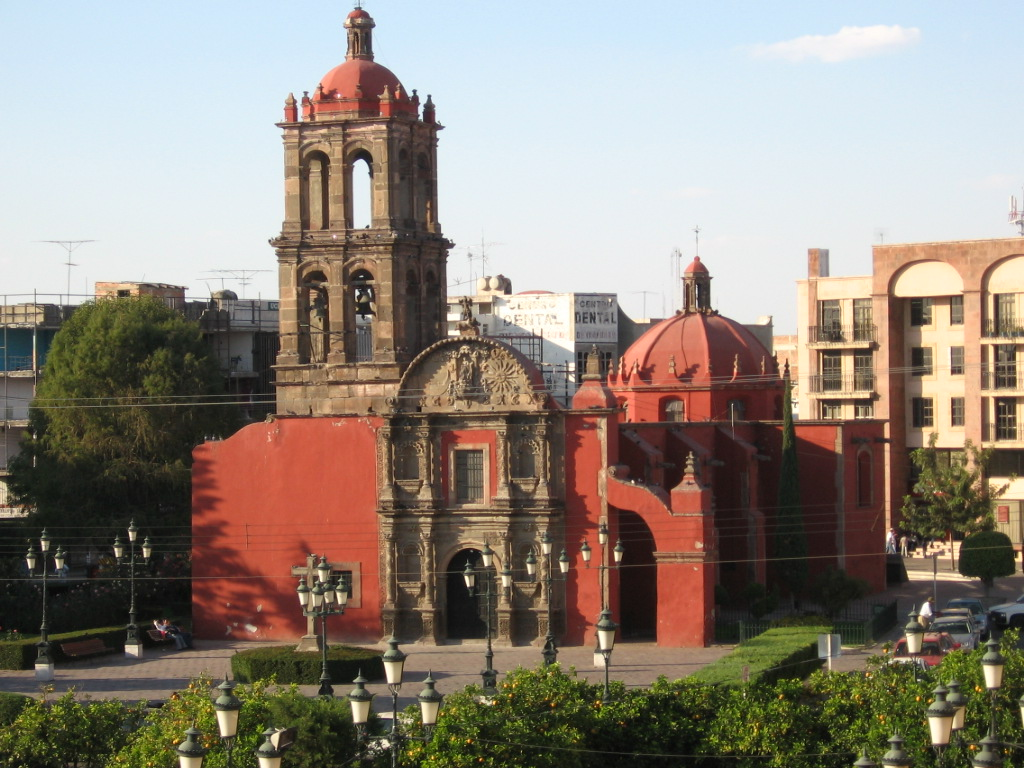
Templo do Hospitalito.

### Época Pré-hispânica
Na época pré-hispânica o acordo foi habitada pelos povos chamados Tarascas se chamava Jiricuato, que significa "lugar de casas e quartos disponíveis".
A aparição oficial dos espanhois sobre esta terra é referida no século XVI, um século de descobertas e conquistas, incrivelmente feitas.
Os primeiros colonos que chegaram a esta cidade de Irapuato pertenciam ao grupo étnico chamado Chichimeca. Mais tarde, quando esta tribo foi deslocada pela Tarasca, lhe empondo o  nome de Iriquitzio Xiriquitzio, palavra que os conquistadores espanhois que se pronuncia Jiricuicho. Seus habitantes passaram a ser chamados Jiricuato Tarasca, que significa "monte que emerge das planícies".

### Vice-Reinado
Nascida em 1547 e como uma estância para animais e como centro agrícola para a fertilidade de seus solos. Ele se tornou uma das áreas agrícolas de grande relevância no assim chamado "celeiro da Nova Espanha", a sua localização permitiu que as águas do rio tomar os primeiros colonos Silao a impulsionar a agricultura de grãos independente dos caprichos do tempo e garantir produtividade estável. Gradualmente, Irapuato torno fazendas e ranchos foram emergentes que abastecimento de produtos agrícolas para outras cidades e locais de mineração na região central e norte da Nova Espanha.
Autoridades do vice-reinado compartilhavam uma simpatia com essas famílias, e igualmente em ambos cultura floresceu, o despotismo e a escravidão. Refúgio horticultura e floricultura eram naturais dos quais estão empregados em grandes fazendas, o morango foi importado da França para o México, em 1849, trouxe a esta cidade até o ano de 1852, por Don Nicholas Tejeda, no total trouxe 24 andares, dos quais foram colocados em uma cama, ao longo do rio Guanajuato, permanecendo lá sem cultivar mudas. Não foi até 1858, quando adquiriu as plantações e começou a desenvolver o cultivo de morangos, e até mesmo através da cultivos obtendo excelentes resultados, especialmente no jardim de San Antonio de Retana. A comercialização de morangos e cultivo intensivo são duas pessoas: Carlos Drogge e a Joaquín Chico González, estes morangos foram transferidos para a Cidade do México, a contar com a ferrovia central. Atualmente, Irapuato ocupa o primeiro lugar na produção de morango no estado e segundo a nível nacional.

### Revolução e Independência
Em 30 de abril de 1825 obteve o título de vila e em 1893, o Congresso de estado de Guanajuato dá a ela o estato de cidade. Os exércitos revolucionários, como os de Pancho Villa, Emiliano Zapata, e Venustiano Carranza, atravessaram a cidade de Irapuato, repetidamente como sempre convergiram para o centro ferroviário importante.
A sua localização geográfica e ferroviário, em vez de sua posição política, Irapuato reuniu-se perto de alguns eventos militares que ocorreram no corredor Bajio, especialmente no período da luta entre constitucionalistas e as forças de Villa. A primeira onda de rebeliões ligadas à causa Madero, que estava em Irapuato foi dado pelo agricultor Don Pedro Covarrubias se ele quisesse ele poderia causar problemas específicos para a capital do estado e, certamente Irapuato. De 11 a 28 de abril de 1912, Irapuato sofre ataques de grupos zapatista, em seguida, em 29 de julho de 1914 um dos postos avançados do general Álvaro Obregón de Jalisco pelo general Ramon Sosa e o coronel Miguel Acosta toma a cidade de Irapuato, que foi defendido por Huerta. Em 4 de abril de 1915 quando o Exército Constitucionalista ocupa Celaya, o general Pancho Villa chegou em Irapuato acompanhado por sua equipe de funcionários e cerca de 20.000 homens, ficar foi de poucos dias, como duas brigadas dos constitucionalistas vieram de Celaya.
No dia 21 de abril de 1915 chega a Irapuato o Geral Álvaro Obregón com o grosso das operações militares na comedida total contra Villa. Entre os dias 21 a 27 de abril é um movimento intenso e as pessoas na estação ferroviaria de Irapuato com foco em munições, suprimentos e de tropas, a fim de se preparar para a batalha de Trinidad. Devido a tudo isso, o general Villa fez tentativas de isolar os anfitriões Obregonistas e enviar para o Grales. Rodolfo Fierro e linhas de Canuto, transmissão de Lagos de Moreno, Jalisco de Irapuato. Em 15 de julho de 1915, general Obregon deu a ordem ao general Joaquín Amaro para passar para o Bajio e deixando uma guarnição em Irapuato, desde que se seguiu o movimento de tropas em campanha contra o General Rodolfo Fierro.
Em meados de 1914, durante a Revolução Mexicana, as linhas ferroviárias são rompidas, causando uma escassez de alimentos e outras necessidades, de modo que o governo fornece algumas medidas para aliviar esta situação. Irapuato constitucionalista recebe o primeiro chefe Venustiano Carranza.
Em 1919, o general Alvaro Obregon chega a Irapuato para apresentar o seu plano de governo, como um candidato à Presidência da República. Em 30 de abril de 1922, o Bispo de León, Don Emeterio Valverde Tellez coroa da Virgem de la Soledad, padroeiro de Irapuato.

### Contemporânea

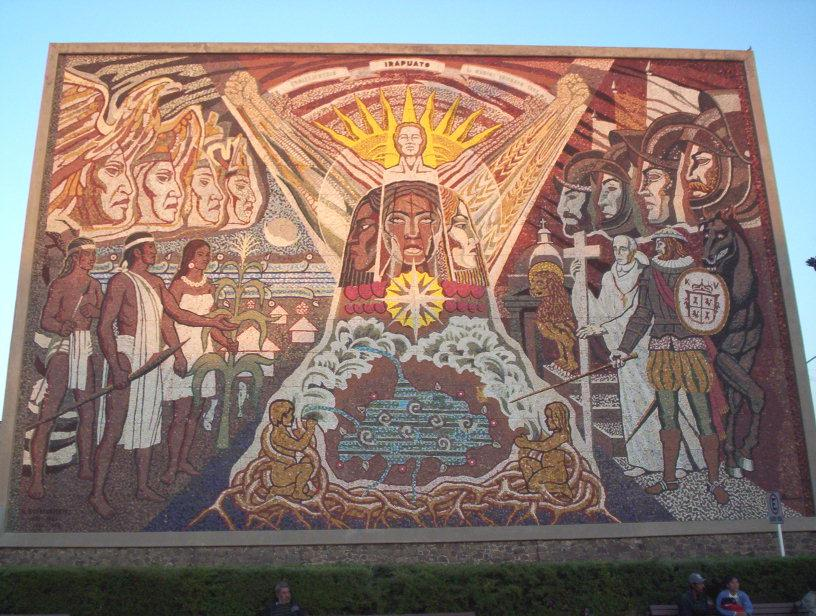
Mural das Origens de Irapuato.

A eletricidade causou espanto entre a população em 1900, mas também revolucionou a indústria, que até então usado o poder do vapor. Em 1902, ele conduziu a industrialização da água para abastecimento de água às fontes e hidrantes na cidade: para o ano de 1907 foi estabelecida sucursal do Banco Nacional do México.
Pouco depois de 29 de setembro de 1909, o mercado é aberto por Joaquin Gonzalez Obregon (desaparecido), um dia depois de entrar no hospital de Nossa Senhora de Guadalupe. Sendo presiente municipal Don Agustin Zambrano, que aplica o decreto sobre o salário mínimo 10 de setembro de 1914, sendo 75 cêntimos, os dias de 9 horas. O próximo ano está definido para o descanso de domingo, o período de férias remuneradas, dia de descanso exigidos em feira nacional: quinta-feira e sexta-feira, 1 de janeiro de 12 e 25 de dezembro.
Na década de 1920 há novamente uma subida atividade industrial, novas fábricas e empresas, tornando indispensável a necessidade de serviços essenciais à população. Durante a fase de Irapuato Cristero sofrido relativamente pouco, já que foi observada apenas uma insurreição armada, que foi conduzido por Dom Zeno Ayala vizinho de Santa Ana, que foi aprendido e executado no Átrio da Paróquia. Em 29 de julho de 1926, recebeu a notificação da suspensão de culto no Estado de Guanajuato, também ordenou um inventário dos objetos de culto e de organizar uma comissão responsável bairro de fechar os templos.

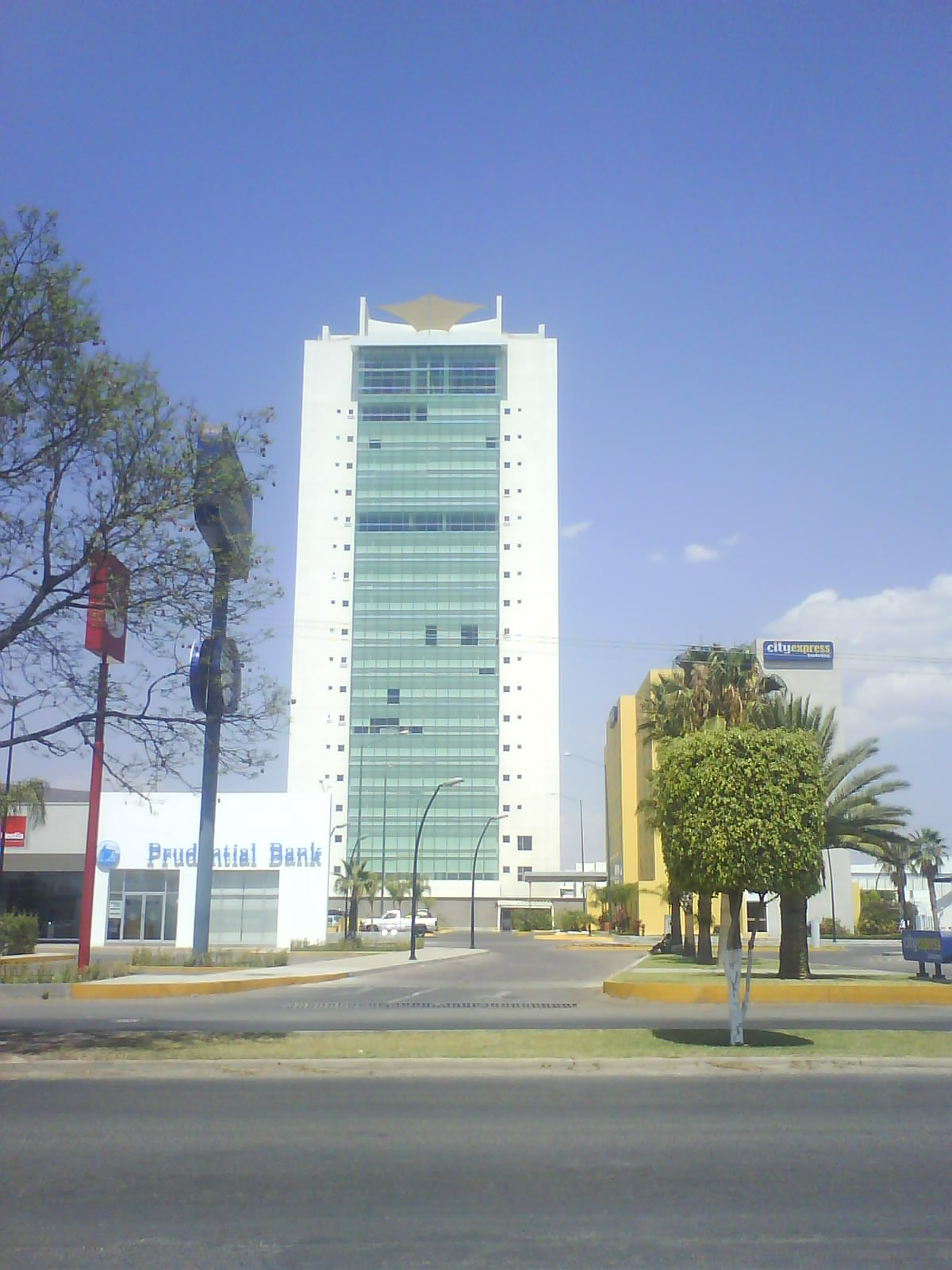
Torre Cibeles.

Durante os anos 40, a atividade industrial e comercial, foi preparada para atender as necessidades causadas pela Segunda Guerra Mundial, para a indústria do cigarro triplicou a sua produção, também durante esta fase os milhares de trabalhadores irapuatenses foram contratados para ir ao trabalho em campos agrícolas nos estados da Califórnia, Texas e Illinois. Aparecem também os primeiros morangos congelados e embalados.
A partir dos anos 50, Irapuato tem uma recuperação da atividade econômica, a ampla cultura de morangos, as fábricas, as fábricas e oficinas de calças, e camisas para promover negócios substancialmente tanto a nível regional e serviços nacionais e internacionais e profissionais. Durante este período são construídos monumentos belos e ornamentados, por exemplo, a Bandeira Nacional, as das crianças, daa mães, o Hino Nacional, Don Vasco de Quiroga, e assim por diante.
As escolas primárias foram criadas e estabelecidas. Com a conclusão do Plano de Guanajuato na década de 1960, a paisagem urbana foi alterada, a própria modernidade começou, lojas de departamento teria uma população de bens de melhor qualidade, o transporte se em favor de carros e caminhões chegou à estação ferroviária central, que passa para um segundo mandato depois de anos 80 na empresa e que foi decisiva para o desenvolvimento econômico de Irapuato industrial, comercial e social. Em 18 de agosto de 1973, Irapuato sofreu uma inundação muito severa, esse fenômeno se repetiu com freqüência por chuvas abundantes, principalmente por causa das catástrofes e inpacidade controle pelas autoridades locais, no momento, depois desta catástrofe a população de Irapuato cresceu novamente que teve a necessidade de criar empregos para derrubar as taxas de desemprego elevadas.

## Clima
seu clima é temperado e a temperatura média anual é 19 ° C
| Dados climatológicos para Irapuato                | Dados climatológicos para Irapuato | Dados climatológicos para Irapuato | Dados climatológicos para Irapuato | Dados climatológicos para Irapuato | Dados climatológicos para Irapuato | Dados climatológicos para Irapuato | Dados climatológicos para Irapuato | Dados climatológicos para Irapuato | Dados climatológicos para Irapuato | Dados climatológicos para Irapuato | Dados climatológicos para Irapuato | Dados climatológicos para Irapuato | Dados climatológicos para Irapuato |
| Mês                                               | Jan                                | Fev                                | Mar                                | Abr                                | Mai                                | Jun                                | Jul                                | Ago                                | Set                                | Out                                | Nov                                | Dez                                | Ano                                |
| ------------------------------------------------- | ---------------------------------- | ---------------------------------- | ---------------------------------- | ---------------------------------- | ---------------------------------- | ---------------------------------- | ---------------------------------- | ---------------------------------- | ---------------------------------- | ---------------------------------- | ---------------------------------- | ---------------------------------- | ---------------------------------- |
| Temperatura máxima recorde (°C)                   | 28                                 | 29                                 | 35                                 | 38                                 | 42                                 | 38                                 | 35                                 | 32                                 | 34                                 | 33                                 | 33                                 | 32                                 | 33                                 |
| Temperatura máxima média (°C)                     | 28                                 | 29                                 | 32                                 | 34                                 | 36                                 | 33                                 | 30                                 | 29                                 | 30                                 | 29                                 | 29                                 | 28                                 | 28                                 |
| Temperatura mínima média (°C)                     | 6                                  | 7                                  | 9                                  | 12                                 | 15                                 | 16                                 | 15                                 | 14                                 | 14                                 | 11                                 | 8                                  | 6                                  | 11                                 |
| Temperatura mínima recorde (°C)                   | −3                                 | −2                                 | 0                                  | 4                                  | 5                                  | 10                                 | 6                                  | 9                                  | 4                                  | 2                                  | 0                                  | −2                                 | 5                                  |
| Precipitação (mm)                                 | 126                                | 21                                 | 29                                 | 49                                 | 102                                | 285                                | 403                                | 265                                | 364                                | 144                                | 63                                 | 56                                 | 644                                |
| Fonte: Servicio Meteorológico Nacional 26/03/2010 |                                    |                                    |                                    |                                    |                                    |                                    |                                    |                                    |                                    |                                    |                                    |                                    |                                    |

## Educação

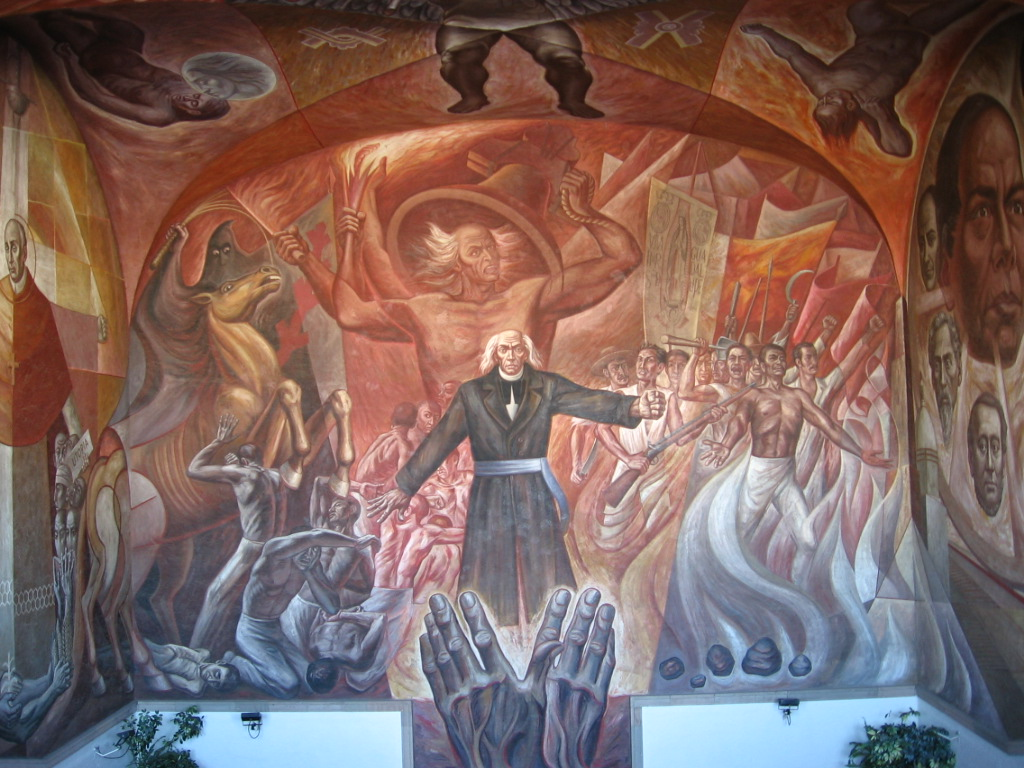
Mural das Revoluções.

A cidade de Irapuato é sede de várias escolas, colégios, universidades públicas e privadas: 194 pre escolas, 234 primárias, 73 secundárias, 39 bacharelados e 10 universidades, também de 10 escolas de educação especial e 9 de educação inicial.

### Educação básica e média superior
- Centro de Bacharelado Tecnológico Industrial e de Serviços (CBTIS) No. 65.
- Escola Preparatória de Irapuato da Universidade de Guanajuato
- Instituto Irapuato
- Instituto Andes de Irapuato
- Instituto Kipling de Irapuato
- Colegio Marista Pedro Martínez Vázquez
- Instituto Alexander Bain campus Irapuato
- Colegio de Estudos Científicos e Tecnológicos do Estado de Guanajuato
- Colegio Interamericano Mano Amiga de Irapuato
- Colegio Franciscano Juan Duns Escoto
- Colegio Pampapipiltzin
- Colegio Montessori Shanti
- Escuela Secundária Oficial
- Colegio Americano do Centro
- Colegio Atenas AC
- Colegio Motolinía AC
- Colegio Irapuatense
- Escola Oficial 15 Marinha E. de Nassar
- Escola Niños Héroes
- Escola Aguiluchos de Chapultepec
- Escola Josefa Ortiz de Domínguez
- Escola Primária Constituyentes de 1857
- Instituto Irapuatense Down AC

### Universidades e Tecnológicos
- Instituto Tecnológico Superior de Irapuato
- Facultade de Enfermagem e Obstetricia da Universidade de Guanajuato
- Instituto de Ciências Agrícolas da Universidade de Guanajuato
- Instituto Tecnológico e de Estudos Superiores de Monterrey, (ITESM), campus Irapuato
- Universidade Quetzalcóatl (UQI)
- Centro de Estudos Superiores Allende campus Irapuato
- Universidade Privada de Irapuato
- Universidad de León (UDL) campus Irapuato
- Escola Normal Oficial de Irapuato
- Universidade San Angel do Sul (USAS)
- Universidade Liceo Cervantino
- Instituto Gastronómico del Bajio (IGB) campus Irapuato'

## Imagens
|  |  |  |
|  |  |  |